# Movimento Patriottico per la Rinascita Nazionale
Il Movimento Patriottico per la Rinascita Nazionale (in polacco: Patriotyczny Ruch Odrodzenia Narodowego, PRON) era un fronte popolare che governò la Repubblica Popolare Polacca. La sua costituzione, nel 1982 fu una conseguenza della legge marziale in Polonia. Riuniva diverse organizzazioni pro-comuniste e filo-governative, e il suo obbiettivo era raccogliere e mostrare unità e supporto in favore del governo e del Partito Operaio Unificato Polacco. Fu sciolto nel novembre del 1989, nell'ambito della caduta del comunismo nell'Europa orientale.

## Membri
Il Movimento Patriottico per la Rinascita Nazionale comprendeva i seguenti membri: 
| Partito                           | Fondazione        | Scioglimento     | Ideologia                     |
| --------------------------------- | ----------------- | ---------------- | ----------------------------- |
| Partito Operaio Unificato Polacco | 21 dicembre 1948  | 30 gennaio 1990  | Comunismo, Marxismo-leninismo |
| Partito Popolare Unito            | 27 novembre 1949  | 29 novembre 1989 | Socialismo agrario            |
| Alleanza dei democratici          | 18 settembre 1937 | ancora attivo    | Centrismo                     |

Esso includeva, al momento della fondazione, anche le seguenti organizzazioni:
- L'Associazione PAX (Stowarzyszenie PAX)
- L'Associazione Sociale Cristiana (in polacco Chrześcijańskie Stowarzyszenie Społeczne, ChSS)
- L'Unione Sociale Cattolica Polacca (Polski Związek Katolicko-Społeczny, PZKS

Successivamente vi si unirono diverse altre organizzazioni, come l'Alleanza Polacca dei Sindacati. 
La sua costituzione fu un risultato dell'emendamento della costituzione della Repubblica Popolare Polacca, andando a sostituire il Fronte di Unità Nazionale: come il suo predecessore era controllato dal POUP; i partiti minori dovevano accettarne il ruolo guida all'interno dello Stato come condizione per la loro esistenza.
Segretario della coalizione politica fu Jan Dobraczyński, rappresentante dell'Associazione PAX. Al primo congresso, tenutosi nel 1983, furono istituiti un Consiglio Nazionale di 400 membri, e un Comitato Centrale di Controllo Finanziario di 80. Fu l'unica organizzazione ad esprimere candidati nelle elezioni del 1985, le ultime alle quali non furono presenti liste opposte alla linea governativa; pertanto, ottenne tutti i seggi del Sejm. 

## Risultati elettorali
| Elezione                   | Voti       | %    | Seggi     |
| -------------------------- | ---------- | ---- | --------- |
| Elezioni del Sejm del 1985 | 20,554,182 | 100% | 460 / 460 |